# اتصال ثقافي
الاتصال الثقافي (بالإنجليزية: inter cultural communication)‏ الاتصال الذي تتفاعل فيه البيئة الثقافية في شكل عمليات اجتماعية تتنوع فيها المعلومات والمؤثرات والمنظمات وتلعب فيها وسائل الاتصال ادوارا هامة.